# Humbucker

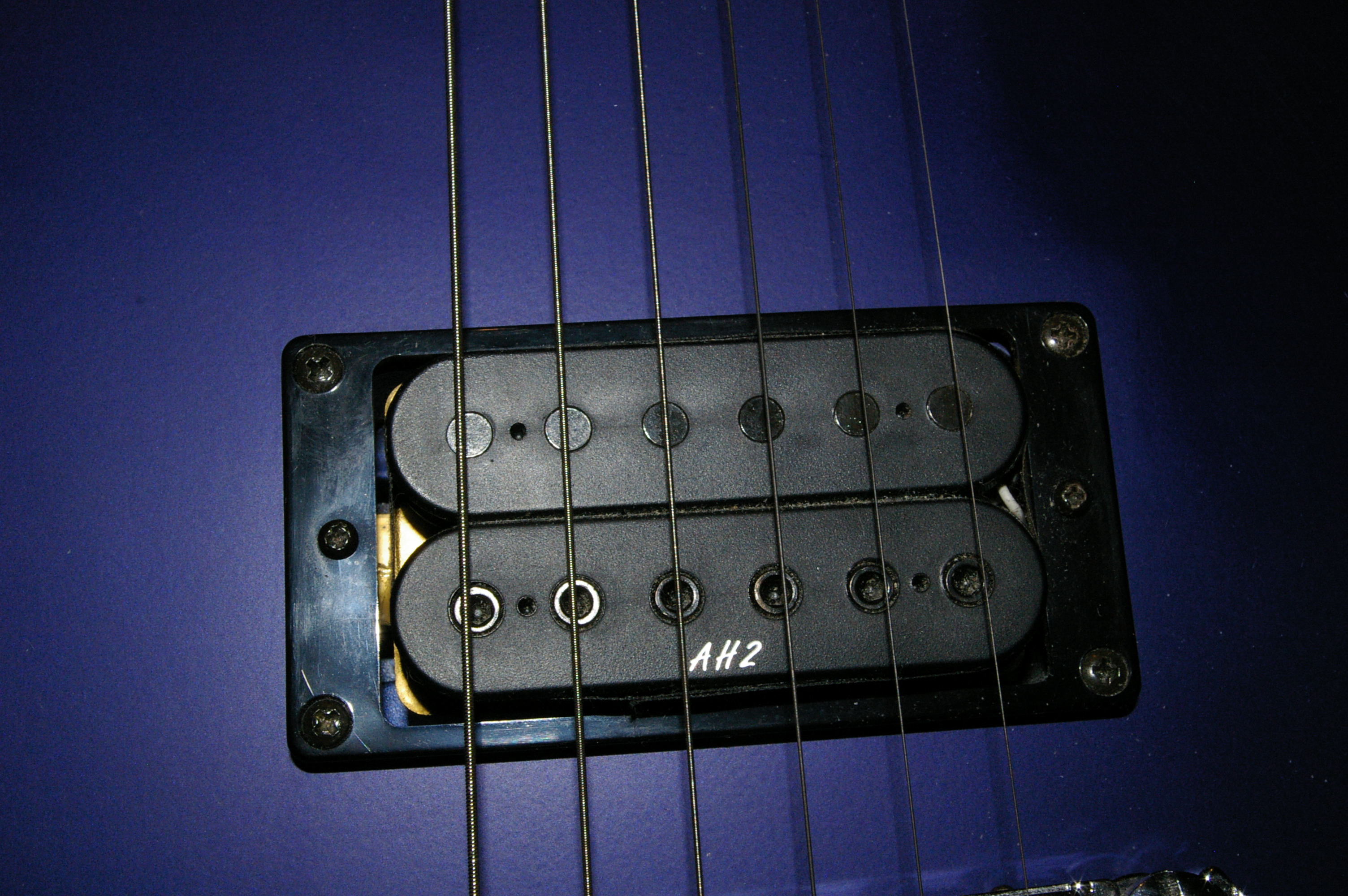
Pastilla humbucker tradicional, sense cobrir.

La pastilla  humbucker  és un tipus de pastilla, emprada en certes guitarres elèctriques, que utilitza dos jocs de bobines. Les humbuckers incrementen la sortida, i pel fet que la polaritat de les dues bobines és inversa, el soroll i les interferències es redueixen.
Totes les pastilles són sensibles al soroll elèctric, emès per multitud d'elements com les llums o les pantalles d'ordinador. Aquest soroll provoca un brunzit (en anglès hum), normalment entre 50 o 60 Hz.
El nom humbucker ve donat atès que aquestes pastilles eliminen gran part d'aquest brunzit, hum en anglès. Això es deu a la construcció amb dues pastilles de bobinat simple, amb polaritat oposada. Els senyals que s'hi introdueixen en ambdues bobines amb igual amplitud tendeixen a eliminar-se.

## Invenció
La primera humbucker va ser també anomenada PAF, sigles de "Patent Applied For" i va ser patentada per Seth Lover, un empleat de Gibson el 1959. Per això, i atès que aqquestes pastilles són utilitzades en les Gibson Les Paul, les humbuckers són associades gairebé sempre amb Gibson. Més enllà d'això, les humbuckers han estat utilitzades en molts altres dissenys de guitarres, i per diversos fabricants de guitarres. Les humbuckers també són conegudes com a pastilles de double-coil (doble bobina), pastilles dobles o pick-ups dobles.

## So
Utilitza pastilles dobles afecta el to de la guitarra. La sortida (output) cap a l'amplificador és el doble de fort, pel fet que estan connectades en sèrie, però, com les pastilles estan en posicions lleument diferents al llarg de les cordes, alguns harmònics de freqüències més altes són disminuïts o cancel·lats. Els guitarristes debaten usualment els mèrits d'un to "gros, fort i fosc" (d'una pastilla doble) i els d'un to "brillant, cristal·lí i net" (d'una pastilla simple, com, per exemple, les usades per Fender en les seves guitarres Stratocaster).

## Altres intents de reducció del soroll
Molts inventors han tractat múltiples vegades de reduir el soroll elèctric a les pastilles de les guitarres. Han intentat amuntegar les dues pastilles humbucker verticalment, en una "gran bobina simple", i també han intentat utilitzar diferents tecnologies de humbuckers. De tota manera, el disseny humbucker es manté com el disseny amb menor soroll electromagnètic. Aquells que prefereixen el so més brillant d'una pastilla de "bobina simple" simplement han d'acceptar un so amb una mica més de soroll ("hum i buzz"), per poder tenir aquest to que prefereixen. Un cas especial és el de Jimi Hendrix, que va utilitzar el soroll com a part de la seva música.
Les pastilles simples més modernes, amb les que s'equipen les guitarres actuals, estan cablejades amb el pick-up del medi en "RW/RP" (reverse Wound - reverse Polarity, és a dir, amb la polaritat i els imants invertits), i combinades amb un switch de 5 posicions. Aquest switch li permet al guitarrista dues posicions en les quals les pastilles simples funcionen juntes. El so que produeixen és virtualment sense soroll electromagnètic, però es perd una mica de la brillantor d'una veritable pastilla simple, i també no s'arriba al "Oomph" d'una veritable humbucker, pel fet que les dues simples estan connectades en paral·lel (la resistència disminueix), a diferència de les humbuckers, en la qual les dues bobines estan connectades en sèrie (la resistència augmenta al doble) 

## Dissenys humbucker Alternatius

### Stack Pickups (pick-ups amuntegats)
Bàsicament són dos bobines simples amb polaritat invertida i col·locades una sobre l'altra. Aquest disseny aconsegueix el so sense soroll electromagnètic de les humbuckers, però mantenint la mida d'un bobina simple (single-coil). Les bobines que són col·locades unes sobre altres tendeixen a tenir un to tipus bobina simple (Fender), però canvien lleument, tenint una resposta a freqüències una mica més altes i el to de frequencias més baixes una mica més "gros". Yngwie Malmsteen fa servir aquestes pastilles. (Vegeu models "HS-2", "HS-3" i "YJM" de DiMarzio).

### Mini-humbuckers
En algunes guitarres tradicionals, com la Fender Stratocaster, el buit per les pastilles és de la mida de les pastilles single-coil. Instal·lar una pastilla humbucker requereix fer més gran el buit, danyant de forma irreversible la guitarra. A causa d'això, molts fabricants de pastilles han dissenyat les anomenades "mini-humbucker", les quals no són més que un humbuckers de la mida d'un single coil. (Vegeu model "Hot Rails" de Seymour Duncan) 
Les Mini-humbuckers van ser ofertes originalment per Epiphone i per diversos models archtop-jazz de Gibson. Les mini-humbuckers també van ser usades en la Gibson Firebird, donant-li un to distintiu. En els anys 70, les mini-humbuckers reemplaçar a les pastilles single-coil P-90 en diversos models de Gibson, com Les Paul Deluxe.

### Motherbuckers
Hi ha un altre tipus de humbucker elaborat per alguns fabricants de pastilles (com ara Kent Armstrong), que és graciosament anomenat "motherbucker". Aquests humbuckers no consisteixen en dues pastilles simples, sinó en dues pastilles dobles col·locats banda a banda (en efecte, humbucker dobles). El so és suposadament encara més "gros" que el d'una humbucker tradicional. Aquestes pastilles són molt poc comuns, i només uns pocs artistes les utilitzen. Un d'ells és Matt Bellamy.

### Coil splits
Algunes guitarres amb humbuckers tenen el que s'anomena Coil Split. Aquesta característica permet que les humbuckers actuïn com bobines simples. Usualment aquesta característica s'activa fent servir una clau selectora del to potenciòmetre. La característica Coil Split s'activa quan el potenciòmetre "s'extreu" cap a fora, i s'apaga quan el potenciòmetre és "empès" novament cap a dins.
Nota: això es confon usualment amb els "coil taps". Els Coil Taps són més comunament trobats en bobines simples, i involucren un cable extra, que és col·locat durant la fabricació. El coil tap li permet al guitarrista "enrotllar" el circuit de les bobines per aconseguir un so més gruixut i un major volum, o en alguns casos desactivar el "coil tap· i obtenir un so brillant, net i d'un volum menor.

### Fender Precision Bass
El canvi més significatiu fet al baix Fender Precision en la seva llarga vida de producció va ser la introducció, el 1957, d'un pick-up split, connectat en forma de humbucker. Aquest disseny funcionava així: un dels pick-ups servia a les cordes MI i LA, mentre que l'altre a les cordes RE i SOL. Aquest acord inusual combina un so net (tipus bobina simple) amb la reducció de soroll característica dels humbuckers.